# (4761) Urrutia
(4761) Urrutia es un asteroide perteneciente al cinturón de asteroides, descubierto el 27 de agosto de 1981 por Hans-Emil Schuster desde el Observatorio de La Silla, Chile.

## Designación y nombre
Designado provisionalmente como 1981 QC. Fue nombrado Urrutia en honor al abogado chileno "Antonio Urrutia A.", amigo del descubridor. Urrutia desarrolló su trabajo en Santiago y fue asesor durante tres décadas del Observatorio Europeo del Sur.

## Características orbitales
Urrutia está situado a una distancia media del Sol de 2,338 ua, pudiendo alejarse hasta 2,845 ua y acercarse hasta 1,831 ua. Su excentricidad es 0,216 y la inclinación orbital 25,59 grados. Emplea 1306 días en completar una órbita alrededor del Sol.

## Características físicas
La magnitud absoluta de Urrutia es 13,9. Tiene 3,732 km de diámetro y su albedo se estima en 0,383.